# Gottfried Voigt (Theologe, 1644)
Gottfried Voigt (* April 1644 in Delitzsch; † 7. Juli 1682 in Hamburg) war ein deutscher evangelischer Theologe und Pädagoge.

## Leben und Wirken
Gottfried Voigt studierte ab 1663 in Wittenberg. Dort erwarb er auch den Abschluss als Magister der Theologie und wurde dann Rektor in Güstrow (1667). An der Universität Gießen wurde er 1675 zum Lizenziaten der Theologie promoviert. Seit 1680 war er Rektor des Johanneums in Hamburg. 
Voigt führte mit Daniel Büttner (1642–1696), Professor am Akademischen Gymnasium, einen wissenschaftlichen Streit.

## Schriften
- Curiositates Physicae de Rebus iucundis raris ac novis. In Gratiam Naturae Curiosorum Publicae Luci expositae. Leipzig 1698
- Thysiasteriologia, sive de Altaribus Veterum Christianorum Liber postumus (postum, Hamburg 1709)
- Neu-vermehrter Physicalischer Zeit-Vertreiber: Darinne Drey Hundert Auserlesene/ Lustige/ Anmuthige Fragen/ Aus dem Buch der Natur beantwortet ... werden. Leipzig 1698

### Disputationen
- De conventu sagarum ad sua sabbata, quae vocant. Wittenberge, Johannis Borckardi, [1667], Wittenberg, Literis Wendianis/Schmatz, 1671.
- Deliciae physicae de stillicidio sanguinis ex interemti hominis cadavere praesente occisore, lacrymis crocodili, catulis ursarum, amore oviset lupi, piscibus fossilibus et volatilibus, conventu sagarum ad sua sabbata, infantibus supposititiis, cornu cervi, et stellis cadentibus accurata methodo conscriptae. Wittenberg, Hake, 1665
- Disputationem Physicam De Infantibus Supposititiis. Wittenberg, Borckardus, 1667